# Amalafrid
Amalafrid (lateinisch Amalafridus; * vor 531; † 552) war Sohn des thüringischen Königs Herminafried und der Amalaberga und über seine Schwester der Schwager des langobardischen Königs Audoin.
Nach dem Untergang des Königreichs der Thüringer 531 flüchtete er zusammen mit seiner Mutter zuerst in das Ostgotenreich nach Ravenna. Nach dessen Eroberung durch oströmische Truppen im Jahr 540 wurden Amalafrid und seine Mutter im Gefolge des oströmischen magister militum (Heermeister) Belisar nach Konstantinopel verbracht. Eine militärische Karriere in byzantinischen Diensten ließ ihn um das Jahr 550 selbst zum magister militum aufsteigen. Während des langobardisch-gepidischen Krieges sandte Kaiser Justinian I. im Jahr 552 oströmische Hilfstruppen zu den Langobarden unter Führung der Generale Justin und Justinian, den Söhnen des Germanus, sowie Aratius, Suartuas und Amalafrid. Die oströmische Armee wurde in dem Bischofssitz Ulpiana (in der Nähe des heutigen Lipljan in Altserbien) durch religiöse Unruhen aufgehalten. Als Einziger traf Amalafrid mit seinen Einheiten rechtzeitig bei seinem Schwager Audoin ein. Aus einer Rückantwort des Briefes An Amalafrid der Heiligen Radegunde geht hervor, dass Amalafrid im Gepidenkrieg gefallen ist. Er hatte einen Sohn namens Artachis.